# Valentin Borejko
Valentin Vasiljevitj Borejko (på russisk): Валентин Васильевич Борейко) (født 7. oktober 1933 i Leningrad, død 27. december 2012) var en russisk roer og olympisk guldvinder.

## Rokarriere
Sammen med Oleg Golovanov var Borejko den bedste toer uden styrmand i Sovjetunionen i slutningen af 1950'erne og først i 1960'erne. De vandt det sovjetiske mesterskab fem gange i årene 1959-1963, og ved EM i 1959 vandt de sølv.
Ved OL 1960 i Rom vandt de deres indledende heat sikkert i ny olympisk rekordtid, og i semifinalen blev de nummer to. I finalen vandt de ganske sikkert foran Alfred Sageder og Josef Kloimstein fra Østrig, mens Veli Lehtelä og Toimi Pitkänen fra Finland fik bronze.
Parret vandt sølv ved det første VM i roning i 1962, mens de ved OL 1964 i Tokyo ikke nåede videre fra første runde eller opsamlingsheatet.

## Videre karriere
Efter at have indstillet sin karriere blev Borejko rotræner i Leningrad, og han var desuden landstræner ved OL 1972.

## OL-medaljer
- 1960:  Guld i toer uden styrmand